# 太興
太興（たいこう）は、五胡十六国時代、北燕の君主馮弘の治世で使用された元号。431年正月 - 436年5月。

## 西暦・干支との対照表
| 太平 | 元年  | 2年   | 3年   | 4年   | 5年   | 6年   |
| 西暦 | 431年 | 432年 | 433年 | 434年 | 435年 | 436年 |
| 干支 | 辛未  | 壬申  | 癸酉  | 甲戌  | 乙亥  | 丙子  |